# 西園寺姞子
西園寺姞子（さいおんじ きつし、1225年（嘉禄元年）—1292年10月20日（正应5年九月初九）），後嵯峨天皇中宮，後为皇太后。西園寺實氏長女、母四条隆衡之女四条貞子（北山准后），祖母是坊門姬的女兒一條全子。後深草・龜山两位天皇生母、女院。院号大宮院（おおみやいん），法名遍智觉（へんちかく）。
仁治三年（1242年）四月，敘從三位。六月，入宮為女御，時年十八。風姿溫雅，天皇对他有特殊恩寵。八月，立為中宮。生後深草天皇、恒尊親王、龜山天皇、雅尊親王、貞良親王、月華門院。寶治二年（1246年）六月，上號約大宮院。後嵯峨天皇駕崩後，出家落发為尼，法名遍智覺。移居到參議藤原實俊京極第，之后又到禪林寺殿。正應五年（1292年）九月，驾崩，时年六十八岁。两统迭立的天皇都是她的後代。